# Hansonoperla
Hansonoperla és un gènere d'insectes plecòpters pertanyent a la família dels pèrlids.

## Hàbitat
En els seus estadis immadurs són aquàtics i viuen a l'aigua dolça, mentre que com a adults són terrestres i voladors.

## Distribució geogràfica
Es troba a Nord-amèrica: els Estats Units (Massachusetts, Nou Hampshire, Kentucky, Pennsilvània, Carolina del Sud, Alabama, Tennessee, Virgínia i Virgínia Occidental).

## Taxonomia
- Hansonoperla appalachia (Nelson, C.H., 1979)
- Hansonoperla cheaha (Kondratieff & Kirchner, 1996)
- Hansonoperla hokolesqua (Kondratieff & Kirchner, 1996)[6][5][7][8][9][10]